# 12068 Khandrika
12068 Khandrika este un asteroid din centura principală de asteroizi.

## Descriere
12068 Khandrika este un asteroid din centura principală de asteroizi. A fost descoperit pe 20 martie 1998 la Socorro, New Mexico, în cadrul proiectului LINEAR. Asteroidul prezintă o orbită caracterizată de o semiaxă mare de 2,30 ua, o excentricitate de 0,19 și o înclinație de 5,0° în raport cu ecliptica.